# Посёлок Ульяновского лесопарка
Посёлок Ульяновского лесопарка — посёлок в Новомосковском административном округе Москвы  (до 1 июля 2012 года был в составе Ленинского района Московской области). Входит в состав поселения Московский.

## Население
| 2002 | 2006 | 2010 |
| ---- | ---- | ---- |
| 20   | ↘17  | ↗24  |

Согласно Всероссийской переписи, в 2002 году в посёлке проживало 20 человек (10 мужчин и 10 женщин).

## География
Посёлок Ульяновского лесопарка расположен в одноимённом лесопарке, неподалёку от Киевское шоссе примерно в 2 км к северу от центра города Московский.